# 圣佩韦尔
圣佩韦尔（法語：Saint-Péver）是法国阿摩尔滨海省的一个市镇，位于该省中西部，属于甘冈区。该市镇总面积13.13平方公里，2009年时的人口为359人。

## 交通
阿摩尔滨海省省道D5线、D24线、D63线和D767线经过境内。

## 人口
圣佩韦尔人口变化图示